# Baathismo

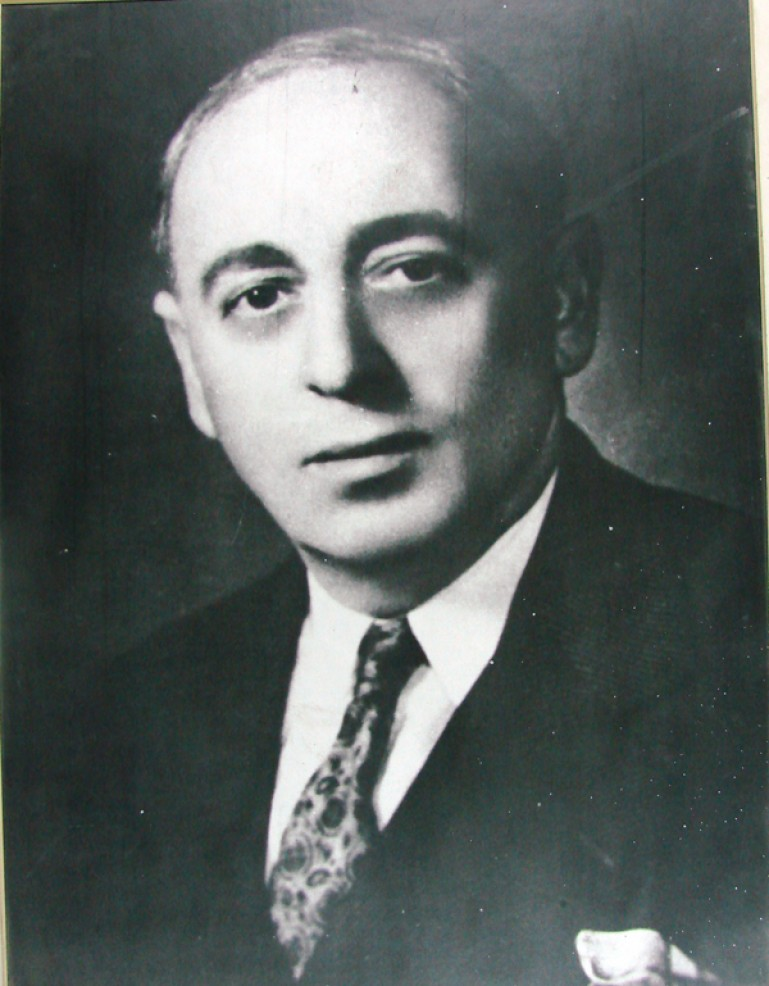
Zaki al-Arsuzi, o político que influenciou o pensamento do Partido Baath. Depois que o Partido Baath dividiu-se, ele se tornou o principal ideólogo do Partido Baath sírio.

O baathismo é uma ideologia política árabe, com base nas ideias do Partido Baath do Iraque e da Síria. A ideologia é oficialmente baseada nas teorias de Zaki al-Arsuzi (de acordo com o movimento Ba'ath pró-Síria ), Michel Aflaq e Salah ad-Din al-Bitar.
O baathismo é uma mistura de socialismo, nacionalismo e pan-arabismo. Predominantemente secular, essa ideologia é frequentemente contrastada com a de outros governos árabes no Oriente Médio, que tendem a ter inclinações para o fundamentalismo islâmico e a teocracia.

## História
As origens do baathismo começaram com o pensamento político desenvolvido por Zaki al-Arsuzi e Michel Aflaq. Apesar de Aflaq, Bitar e Arsuzi nunca serem membros da mesma organização, eles são considerados os fundadores do baathismo. O mais perto que chegaram a ser membros da mesma organização foi em 1939, quando os três, juntamente com Michel Quzman, Shakir al-As e Ilyas Qandalaft, tentaram estabelecer um partido.
Arsuzi formou o Partido Árabe Ba'ath em 1940, e seus pontos de vista influenciaram Aflaq que, ao lado de Salah al-Din al-Bitar, fundou o Movimento Árabe Ihya  em 1940, que mais tarde mudou o nome para Movimento Árabe Ba'ath.
Embora Aflaq fosse influenciado por Arsuzi, este inicialmente não cooperou com o movimento de Aflaq. Arsuzi suspeitava que a existência do Movimento Árabe Ihya, que ocasionalmente intitulava-se Árabe Ba'ath, fosse parte de uma conspiração imperialista para evitar sua influência sobre os árabes, criando um movimento de mesmo nome.